# Lotus 101
O 101 é o modelo da Lotus da temporada de 1989 da Fórmula 1. Conduzido por Nelson Piquet e Satoru Nakajima.
Com o chassi 101, nem Nakajima (27ª) e Piquet (28ª) conseguiram classificar o carro da tradicional equipe para o GP da Bélgica. Desde que a Lotus estreou na categoria em 1958, é a primeira vez que a equipe fundada por Colin Chapman fica ausente de um grande prêmio por insuficiência técnica.

## Resultados[2]
(legenda) (em itálico indica volta mais rápida)
| Ano  | Chassi | Motor      | Pneus | N° | Pilotos         | 1   | 2   | 3   | 4   | 5   | 6   | 7   | 8   | 9   | 10  | 11  | 12  | 13  | 14  | 15  | 16  | Pontos | Posição |  |
| ---- | ------ | ---------- | ----- | -- | --------------- | --- | --- | --- | --- | --- | --- | --- | --- | --- | --- | --- | --- | --- | --- | --- | --- | ------ | ------- |  |
|      |        |            |       |    |                 |     |     |     |     |     |     |     |     |     |     |     |     |     |     |     |     |        |         |  |
|      |        |            |       |    |                 | BRA | SMR | MON | MEX | USA | CAN | FRA | GBR | GER | HUN | BEL | ITA | POR | ESP | JAP | AUS |        |         |  |
| 1989 | 101    | Judd CV V8 | G     | 11 | Nelson Piquet   | Ret | Ret | Ret | 11  | Ret | 4   | 8   | 4   | 5   | 6   | NQ  | Ret | Ret | 8   | 4   | Ret | 15     | 6º      |  |
| 1989 | 101    | Judd CV V8 | G     | 12 | Satoru Nakajima | 8   | NC  | NQ  | Ret | Ret | NQ  | Ret | 8   | Ret | Ret | NQ  | 10† | 7   | Ret | Ret | 4   | 15     | 6º      |  |

† Completou mais de 90% da distância da corrida.